# Casino de Monte Carlo

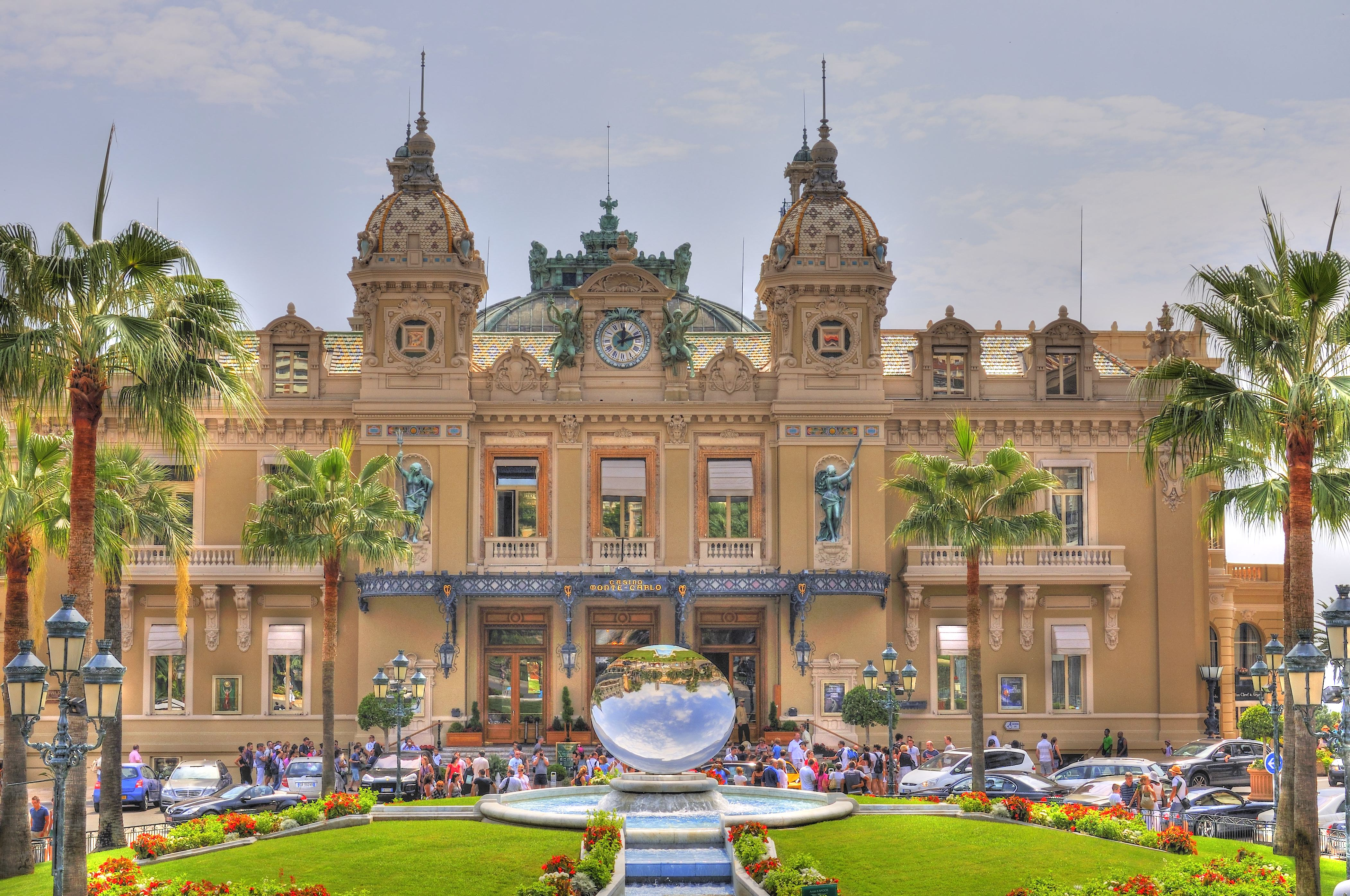
A fachada do Casino.

O Casino de Monte Carlo é um complexo de jogos e entretenimento localizado em Monte Carlo, no Principado do Mónaco e cujo projeto é fruto do trabalho dos melhores arquitetos e artistas do século XIX representando uma das mais belas obras da Belle Époque, situado com frente ao Mediterrâneo.
O complexo inclui um casino, a Ópera de Monte Carlo, e o escritório do Ballet de Monte Carlo.
Mantido pela Société des bains de mer de Monaco, uma instituição pública do governo monegasco e da família real de Grimaldi, durante as manhãs (das 9h às 12h) funciona como um museu para a visitação pública.

## Galeria
Alguns registros históricos, pictóricos e atuais:

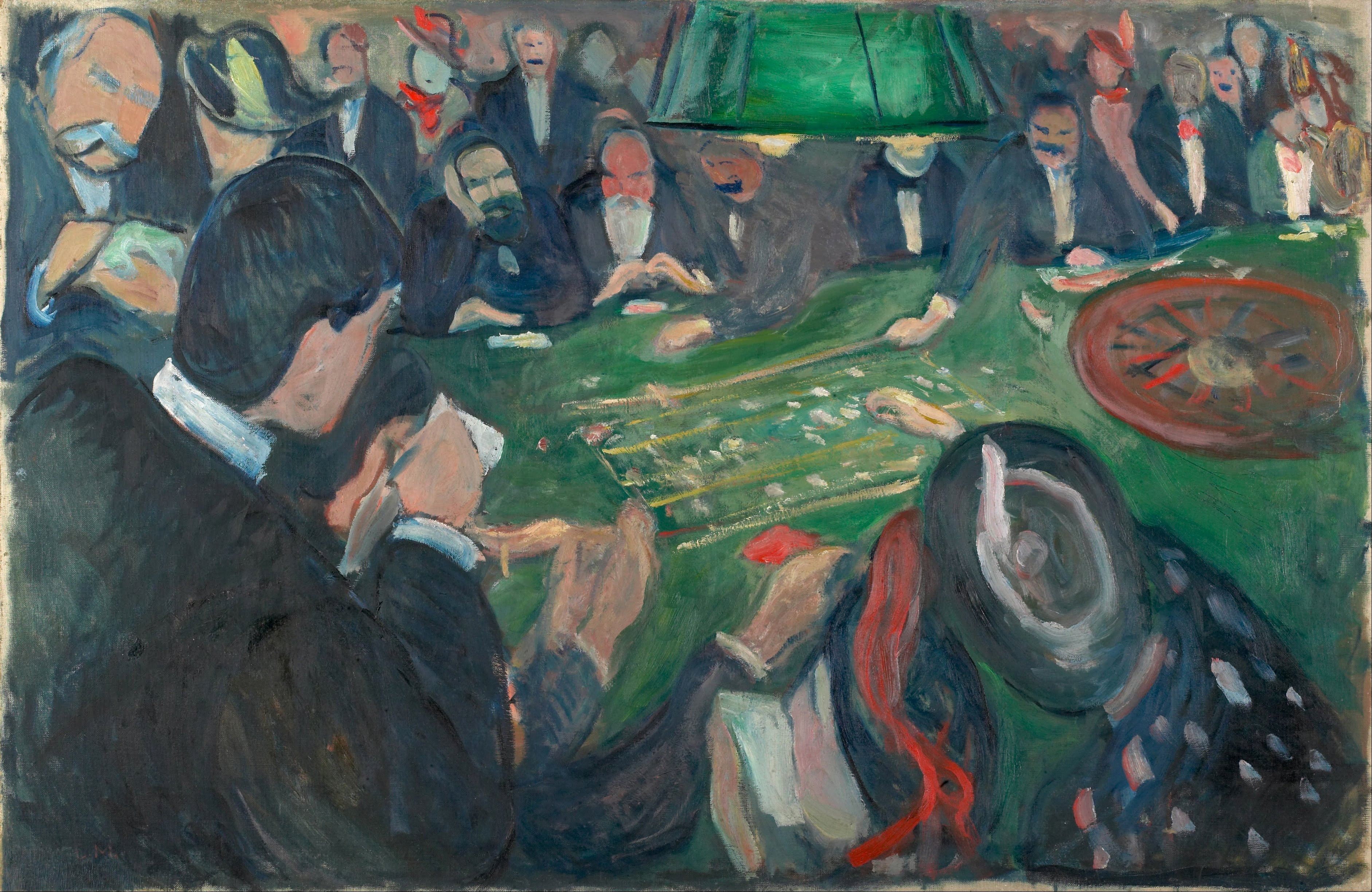
O Casino na arte: Munch
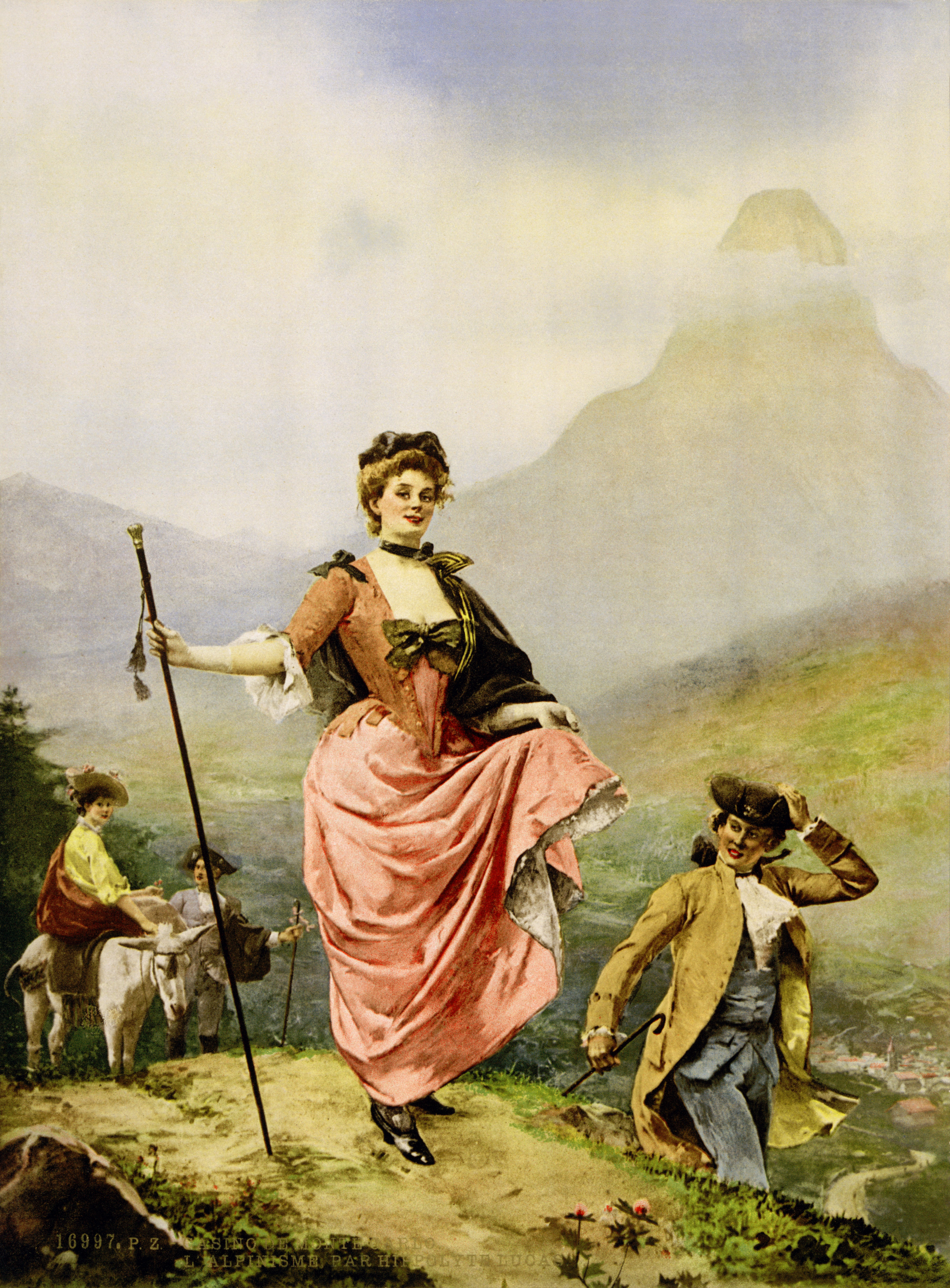
Arte no Casino: L'Alpinisme, por Hyppolyte Lucas
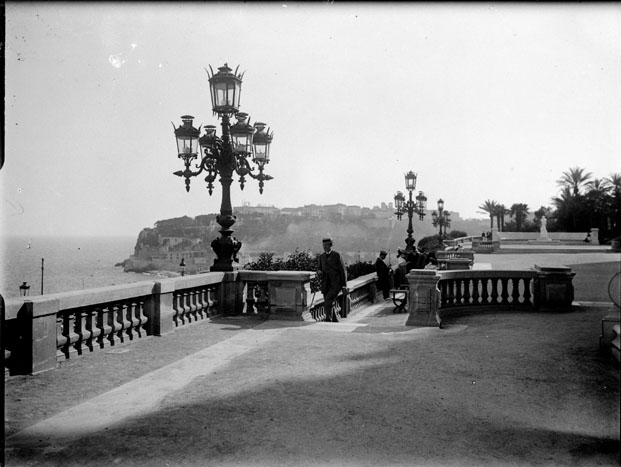
Vista do terraço, em 1905
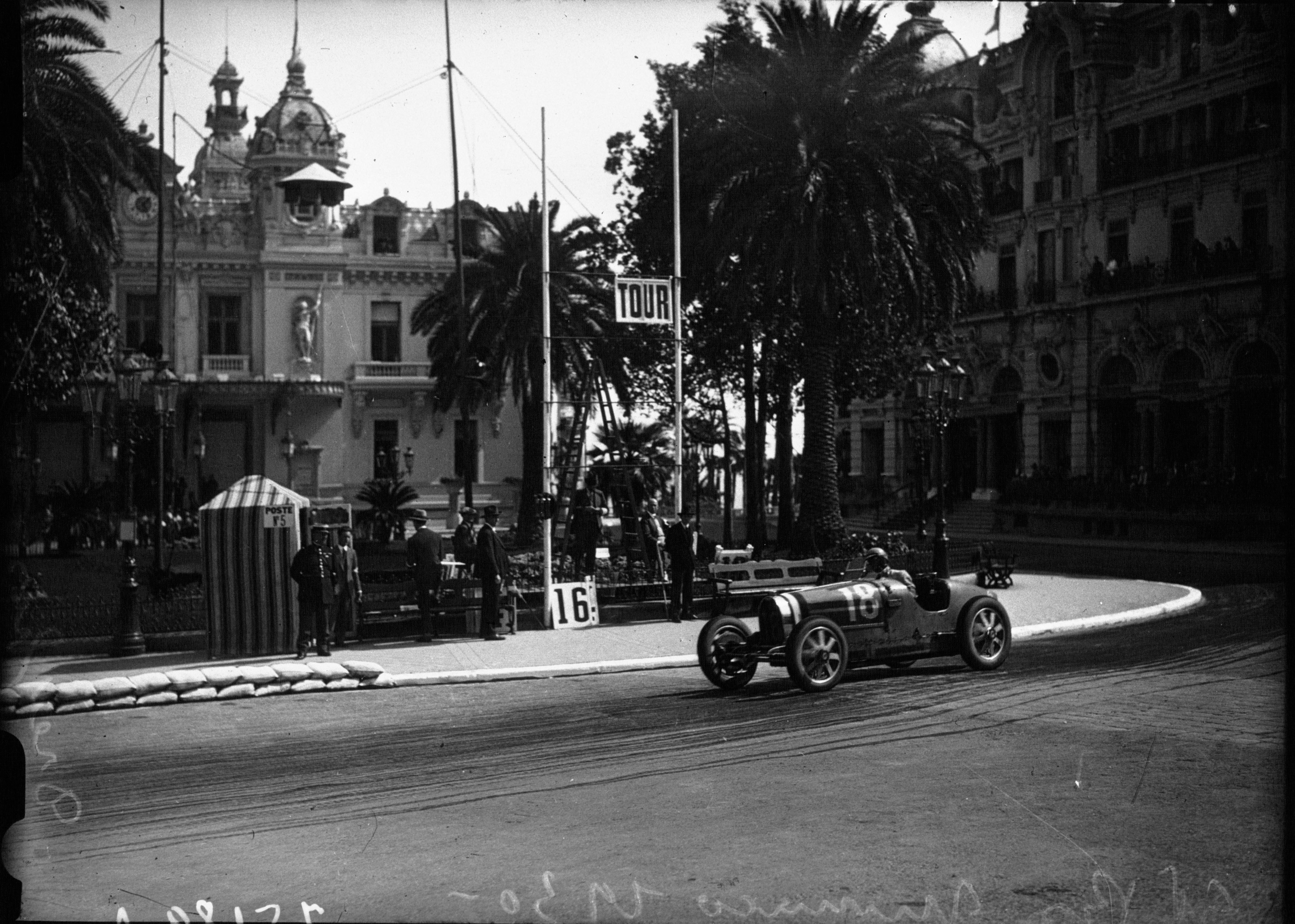
O corredor Louis Chiron, em 1930, no GP local
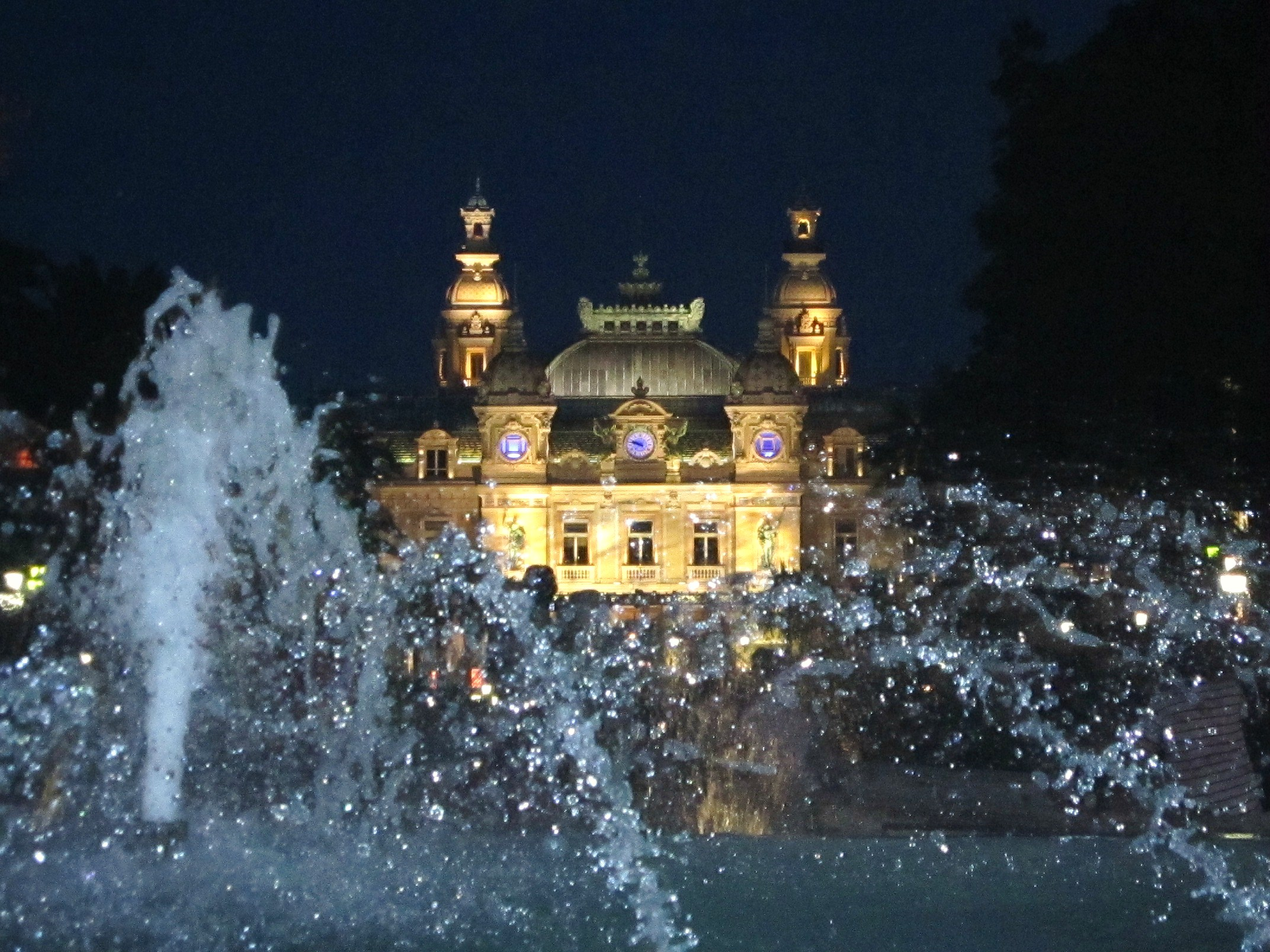
Vista noturna, com a fonte
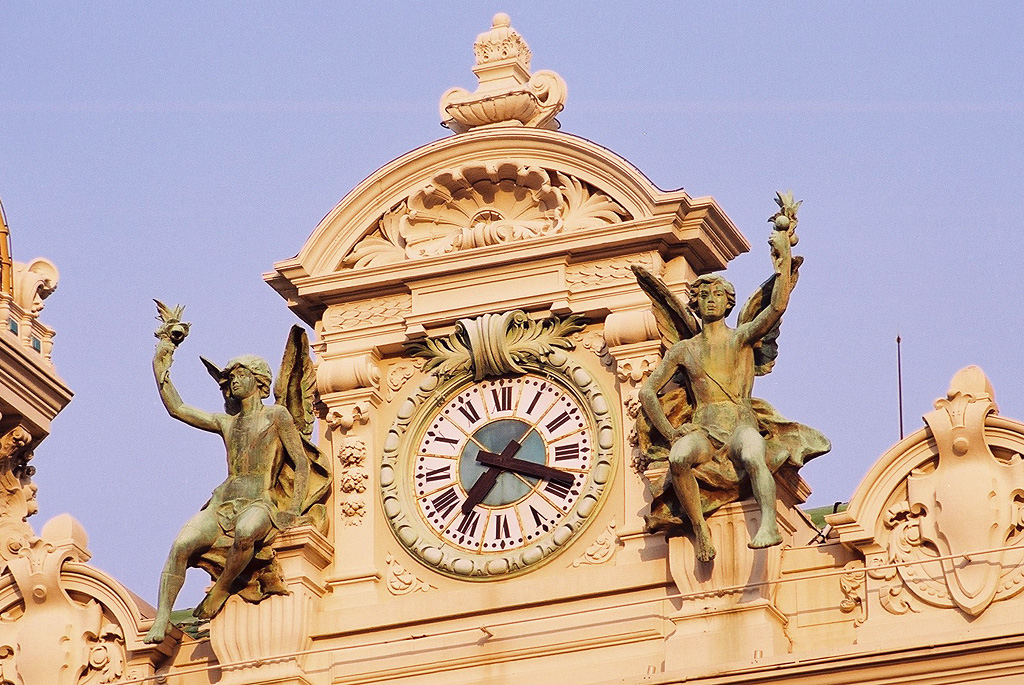
O relógio, no topo da fachada
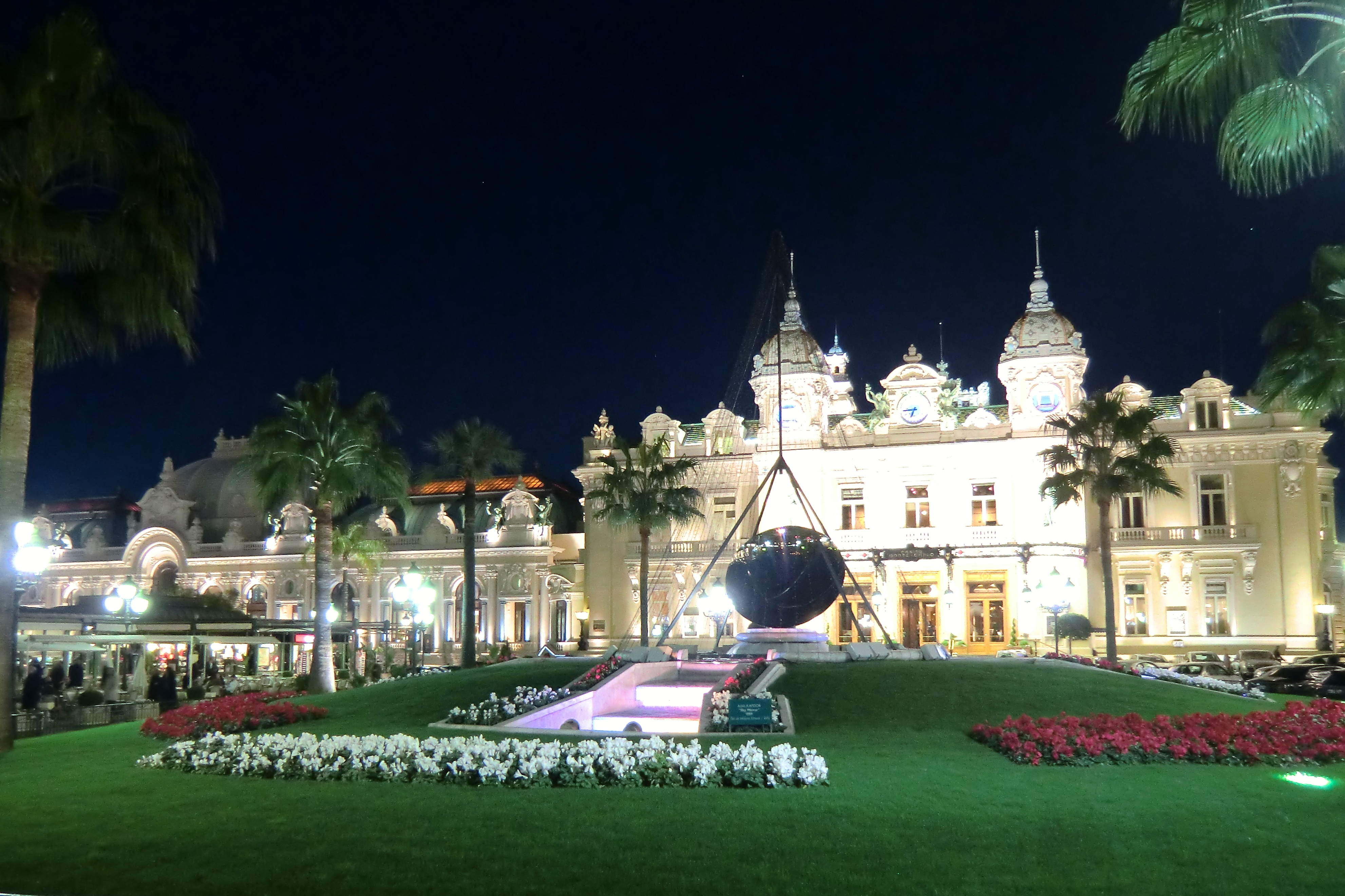
Vista noturna
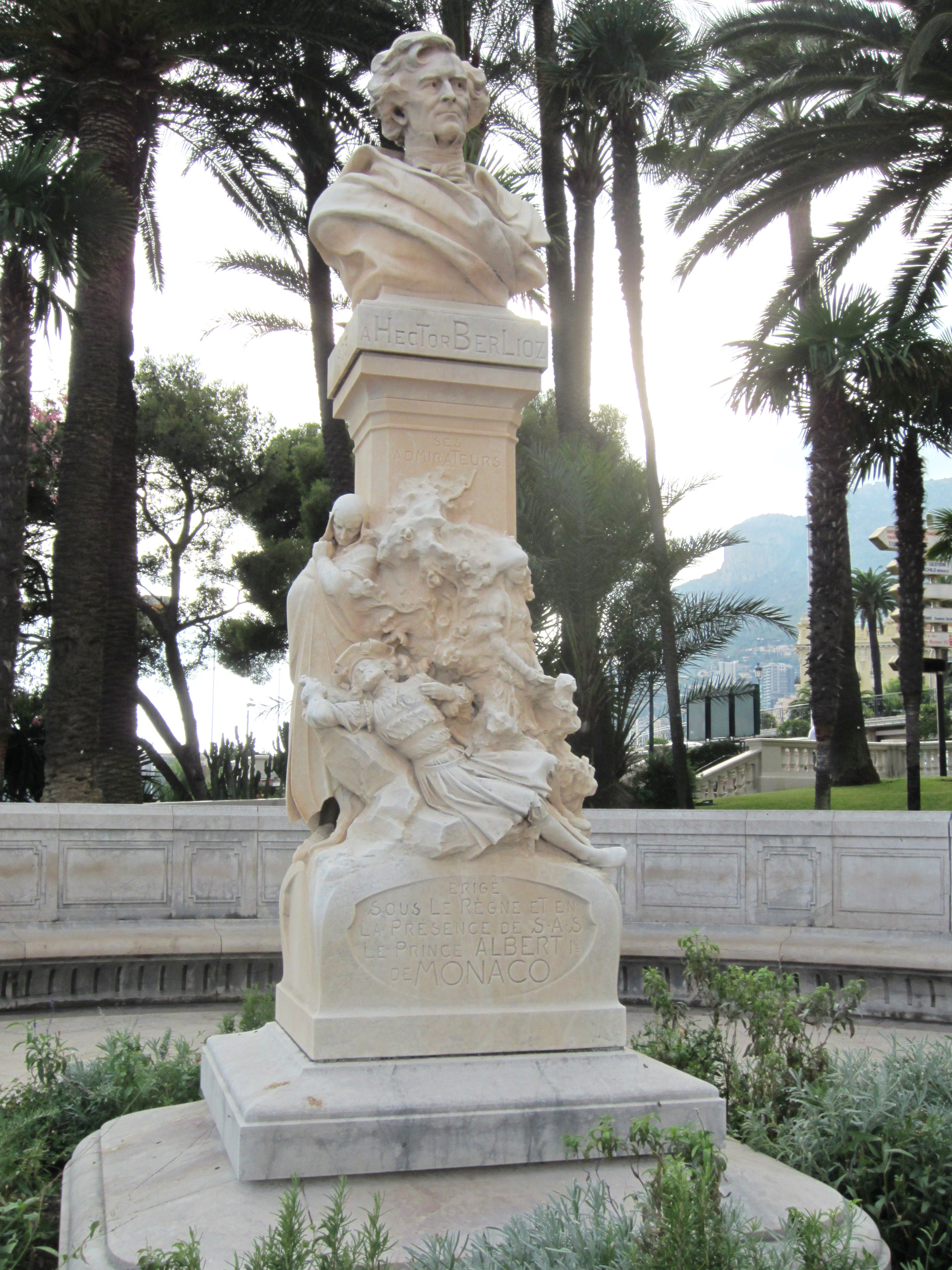
Monumento a Hector Berlioz
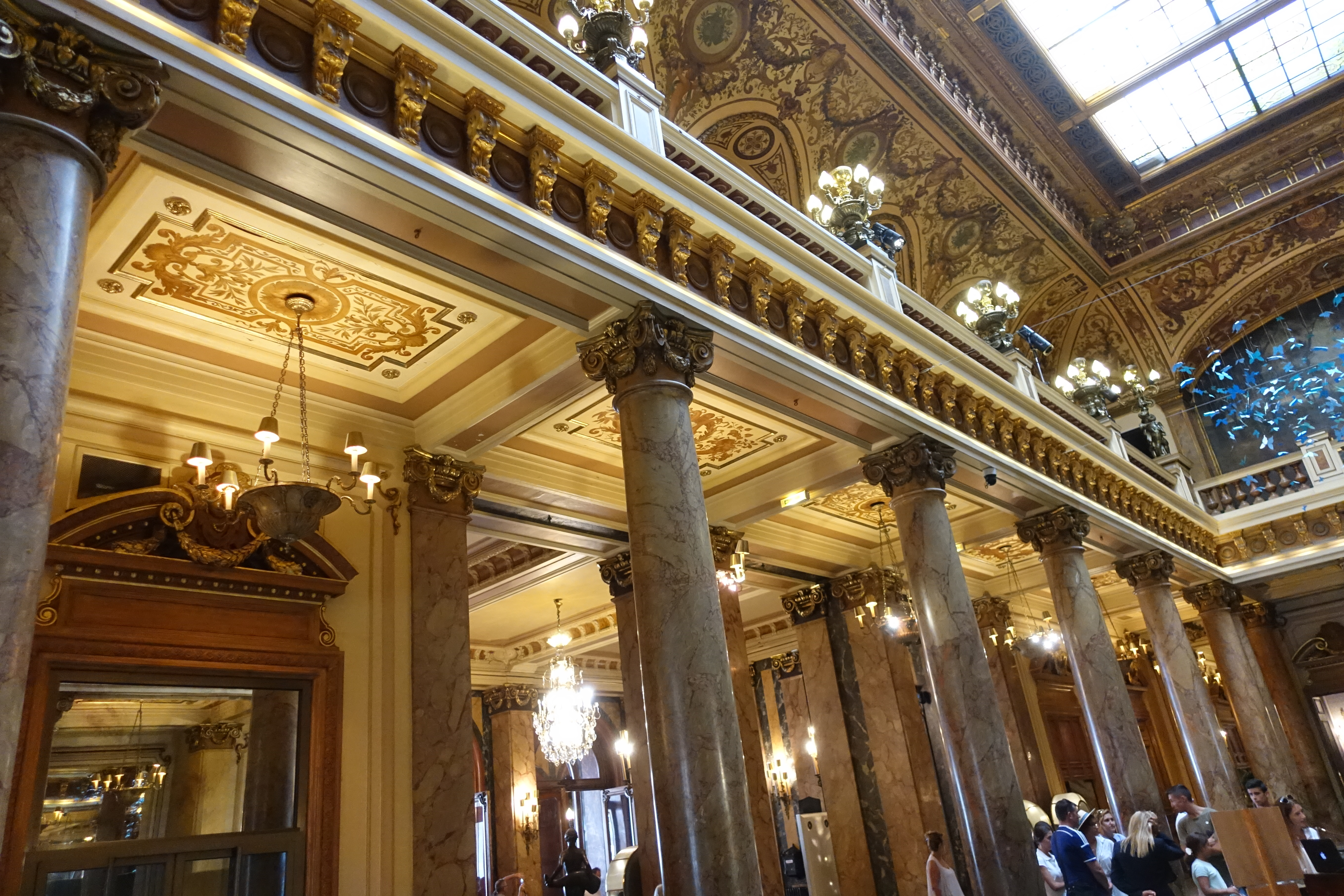
Interior, decoração do forro
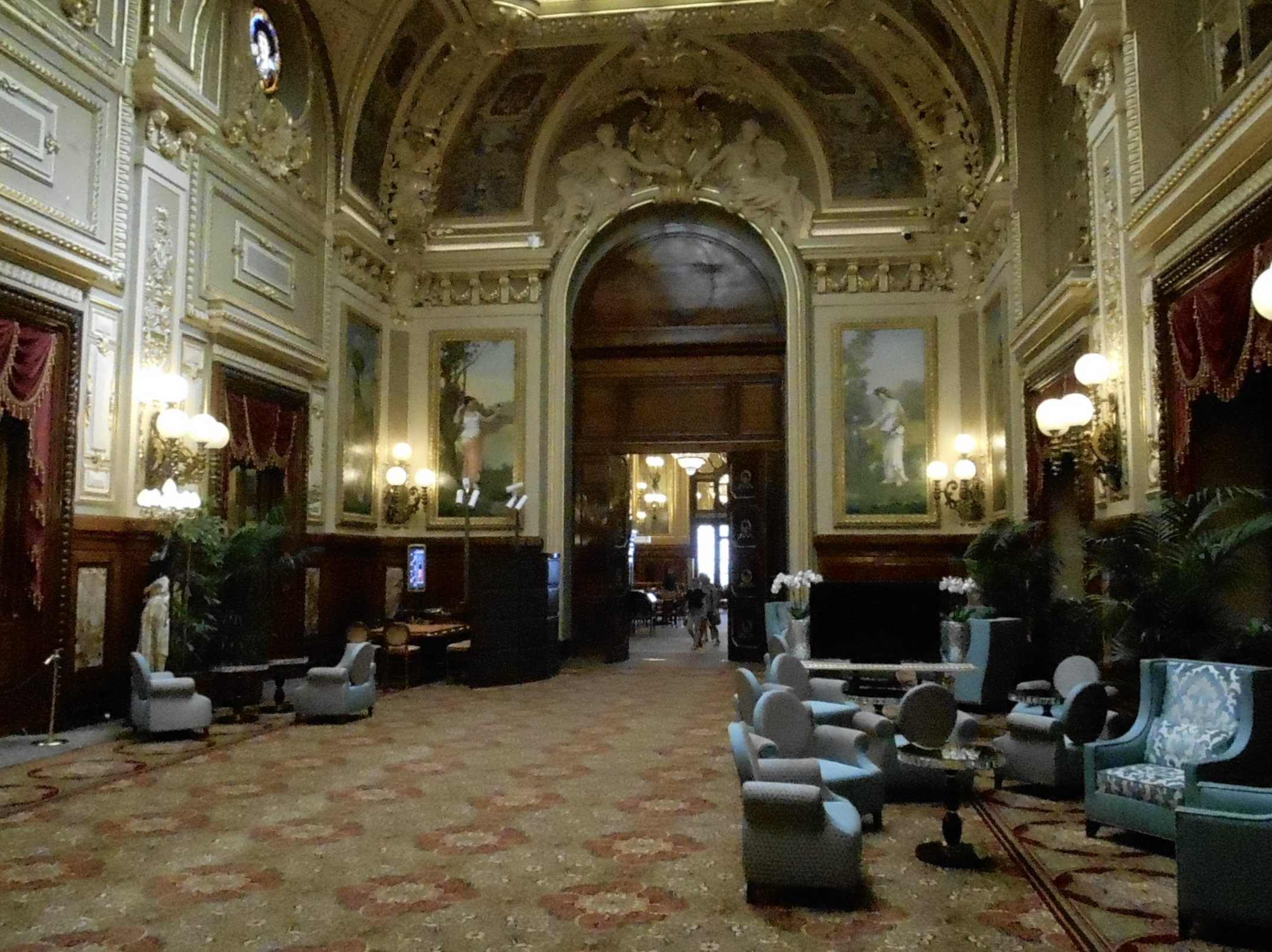
Interior, um dos salões de jogos